# Gröntjärnen (Degerfors socken, Västerbotten, 717257-167119)
Gröntjärnen är en sjö i Vindelns kommun i Västerbotten och ingår i Umeälvens huvudavrinningsområde.